# Christian Alexander Fellner
Christian Alexander Fellner (* 1800 in Frankfurt am Main; † 1883 ebenda) war ein deutscher Kaufmann, Botaniker, Waffensammler und Mäzen. Seine bedeutende Waffensammlung gelangte 1883 in das Historische Museum Frankfurt. Dort ist sie heute ausgestellt.

## Familie Fellner
Die Familie gehörte zu den Spitzen der Frankfurter Gesellschaft. Christian Alexander Fellner war der zweitälteste Sohn des Bankiers und Hofrats Johann Christian Fellner (1764–1836). Dieser hatte zwar von seinem Vater Michael Fellner (1724–1798) ein großes Vermögen geerbt, musste aber 1826 sein Geschäft infolge Fehlspekulationen liquidieren. Es folgten jahrelange Prozesse innerhalb der Familie. Hofrat Fellner hatte neun Kinder. Davon waren nur zwei verheiratet, der Sohn und spätere Bürgermeister Karl Konstanz Viktor Fellner (1807–1866) und die Tochter Anna Catharina (1813–1864), die 1835 den Kaufmann Conrad Eduard Eyssen ehelichte.
Christian Alexander Fellner blieb unverheiratet. Mit seinen Geschwistern Constantin und Margarethe Friederike lebte er in dem Haus Hermesweg 9. Dort gab es einen großen Garten, in dem die Geschwister sich botanischen Studien widmeten. 1821 arbeitete er „bey Michael Fellner“, also im väterlichen Bankgeschäft. 1825 bewarb er sich um die Stelle eines Forstamtsrechnungsführers, wo er als „Bürgersohn“ neben zwei Kaufleuten zur Wahl steht. Beim Losentscheid kam er nicht zum Zuge. Nach der Geschäftsauflösung von 1826 kämpfte er juristisch um die Rettung eines Teils des Familienvermögens und die Berufsehre des Vaters.
1867 starb der Bruder Constantin. 1868 fertigten die Geschwister ein gemeinsames Testament an. Ihr Vermögen bestand aus dem Haus, dem Garten, dem Mobiliar und Wertpapieren. In der Klassifizierten Einkommensteuerrolle von 1870 steht er mit einem Steuerbetrag von 49 Gulden jährlich zu Buche. 1883 starb Christian Alexander Fellner. Er wurde auf dem neuen Hauptfriedhof in der Familiengrabstätte im Gewann „An der Mauer“ begraben.

## Das Haus des Sammlers
Das Elternhaus Christian Alexander Fellners befand sich an der Friedberger Anlage 14 in Frankfurt. Hier verstarb die Mutter Susanne Dorothea im Jahr 1854. Das Bankgeschäft von Constantin und Johann Christian Fellner lag in der Hasengasse. Im Hermesweg gehörten die über Eck gelegenen Häuser No. 9 und No. 23 der Familie Fellner. Sie waren von Gärten umgeben. Beim Tod des Bruders Constantin 1867 lebten in Haus No. 9 auch Christian Alexander und Friederike. Danach zogen die beiden in das Haus Hermesweg 23, wo Friederike am 9. November 1868 verstarb. Im Adressbuch 1868/69 findet sich ein auf Christian Alexander Fellner lautender Eintrag als „Privatier“ im Hermesweg 23. 1879 galt Hermesweg 9 wieder als seine Adresse, wo er auch verstarb. Gleich vier Häuser der Familie Fellner befinden sich nahe beieinander. Zuerst dürfte Hofrat Fellner das schöne Eckgrundstück an der Friedberger Anlage erworben und bebaut haben. Nördlich davon liegen die beiden Anwesen am Hermesweg, nicht weit nach Westen befinden sich Haus und Garten Seilerstraße 8, wo sich Bürgermeister Karl Constanz Viktor Fellner das Leben nahm.

## Der Waffensammler
Ein Waffennarr war Christian Alexander Fellner nicht. Ein frühes Interesse des jungen Mannes an Waffen ist im Jahre 1822 belegt. Als der jüngere Bruder Carl Constanz Victor als Schüler das Pädagog in Idstein besuchte, bat ihn Christian Alexander um den Kauf einer alten Pistole für sich und eine Büchse für Constantin. Folgende Anweisung erteilte er ihm:
„Was du mir wegen der Büchse schreibst hat mich beinah dazu bewogen sie zu kaufen. Vorerst aber sehe nach ob der Lauf das Schloß und wenn die Garnitur von Eisen sein sollte nicht rostig sind, daß das Schloß gut Feuer gibt und gut gearbeitet ist, daß der Schaft nicht beschädigt und die Garnitur gut gearbeitet ist, ob der Lauf inwendig rein und blau ist und ob er von außen keine Kritze hat, dann muß alles dazu da sein als ein Ladestock, Kugelform und Kratzer. Wenn das alles so ist […] so kaufe sie höchstens für fl. 4, wenn aber etwas daran gebrechen oder überhaupt anders sein sollte […] so kaufe sie nicht […].“ Die Waffensammlung Christian Alexander Fellners fand erst wieder im Testament vom 20. April 1868 Erwähnung. Dort gibt es auch ein Verzeichnis von Büchern zu Waffen, Rüstungen, Turnieren, Wappen und zur Botanik. Die Waffensammlung war zunächst für das Germanische Nationalmuseum Nürnberg bestimmt. Mit Gründung des Historischen Museums Frankfurt änderte Fellner die Schenkung zugunsten seiner Vaterstadt.

## Sammlerfreunde
Der Kaufmann Carl Friedrich Kahlo war ein Hausnachbar der Fellners im Hermesweg 8. Kahlo entstammte einer Frankfurter Lebkücherfamilie und war – im Übrigen – Großonkel der bekannten mexikanischen Malerin Frida Kahlo.
Carl Kahlo besaß eine Sammlung von 81 Gewehren, die er dem Historischen Museum 1883 vermachte, desgleichen die Fachliteratur. Aufgrund der Nachbarschaft darf es als sicher gelten, dass Fellner und Kahlo in freundschaftlichen fachlichem Kontakt standen. Sie hatten ihre Vorlieben sogar untereinander aufgeteilt. Der Schwerpunkt Fellners lag auf den Blankwaffen, während Kahlo sich auf Feuerwaffen spezialisierte. Desgleichen ist unter Sammlerfreunden durchaus üblich.
Im Frankfurter Raum existierte noch eine dritte Sammlung von Gewehren, Pistolen und Pulverhörnern, vielleicht auch von Blankwaffen. Sie befand sich auf Schloss Höchst an der Nidder bei der Familie von Günderrode, die dort bis 1900 wohnte. Kleinere Teile dieser Sammlung kamen an das Historische Museum Frankfurt.
Christian Alexander Fellner interessierte sich auch für Botanik, mehr noch aber sein fünf Jahre jüngerer Bruder Constantin. Constantin Fellner besaß ein Mikroskop, 73 Kästchen mit mikroskopischen Präparaten, zwei Botanisierbüchsen und ein Herbarium. Weiterhin nannte der Bruder zehn Ölbilder, ein Paar Pistolen mit Pulverhorn, einen Hirschfänger und einen Säbel sein Eigen.